# Ariel Buira
Ariel Buira Seira (* 1933) ist ein ehemaliger mexikanischer Botschafter.

## Leben
Von 1983 bis 1998 war er Direktor der Abteilung internationale Organisationen und Verträge in der Zentralbank Banco de México. 2003 war er Gesandter in Finanzfragen in der Botschaft in Washington, D.C.
Ariel Buira Seira ist mit Janet Margaret Clark de Buria verheiratet. 